# Podochilus lobatipetalus
Podochilus lobatipetalus är en orkidéart som beskrevs av Johannes Jacobus Smith. Podochilus lobatipetalus ingår i släktet Podochilus och familjen orkidéer.
Artens utbredningsområde är Sulawesi. Inga underarter finns listade i Catalogue of Life.